# Taipale kanal
Taipale kanal (fi. Taipaleen kanava) är en kanal i Varkaus som förbinder sjön Unnukka med sjön Saimens fjärd Siitinselkä. Kanalen är cirka 500 meter lång, har en sluss och en höjdskillnad på 4,60–6,00 meter. Kanalen är byggd 1835–1840, förnyad 1867–1871 och 1962–1967. Den gamla kanalen är en sevärdhet. Taipale kanal är en del av Saimens djupled som går från Nyslott till Kuopio och Siilinjärvi.